# Naum Samoilowitsch Landkof
Naum Samoilowitsch Landkof (russisch Наум Самойлович Ландкоф, ukrainisch Наум Самійлович Ландкоф Naum Samijlowytsch Landkof; * 20. Januar 1915 in Charkiw; † 2004 in Israel) war ein ukrainischer Mathematiker, der sich vor allem mit Potentialtheorie, Funktionentheorie und Harmonischer Analysis befasste.
Landkof wurde 1940 bei Michail Alexejewitsch Lawrentjew an der Nationalen Taras-Schewtschenko-Universität in Kiew promoviert (Dissertation: Einige Eigenschaften irregulärer Punkte des verallgemeinerten Dirichlet-Problems, Russisch), an der er zuvor 1937 seinen Abschluss machte. 1967 wurde er habilitiert (sowjetischer Doktorgrad) und 1968 Professor. Er unterrichtete später an der Luftverteidigungsakademie in Charkiw Militäringenieure in Mathematik und war Professor an der Universität in Rostow am Don. Später zog er nach Beʾer Scheva.
Zu seinen Doktoranden gehören Alexandre Eremenko und Wladimir Alexandrowitsch Martschenko.

## Schriften
- Foundations of Modern Potential Theory, Grundlehren der mathematischen Wissenschaften 180, Springer 1972 (russisches Original Moskau 1966)